# Instructie (computer)
In de informatica is een instructie een enkele bewerking die door de processor wordt uitgevoerd. De toegelaten instructies zijn gedefinieerd en bepaald in de instructieset van het besturingssysteem. Die instructieset bepaalt onder andere welke operanden in de registers worden geplaatst. 
Een deel van de instructie geeft aan welke bewerking moet worden uitgevoerd, dit deel wordt opcode genoemd. 
Aangezien de numerieke voorstelling voor een persoon niet is te begrijpen, gebruiken programmeurs korte afkortingen die ongeveer met deze opcodes overeenkomen. Dit heten mnemonische opcodes. 
De grootte of breedte van een instructie is afhankelijk van het platform, maar is doorgaans tussen 4 en 64 bit. Dit is een voorbeeld van een x86-instructie in symbolische assembleertaal:
SHL  AX, 1
SHL is de mnemonische opcode en AX, 01 zijn de operanden. AX is de naam van een register, 1 is een constante. In dit voorbeeld is SHL een mnemonic, een afkorting voor shift left. Deze instructie zorgt ervoor dat de waarde in AX over 1 bitpositie naar links wordt opgeschoven.